# Ihema-See
Der Ihema-See ist ein Binnensee im Distrikt Kayonza im Osten Ruandas und liegt im Akagera-Nationalpark auf einer Höhe von etwa 1300 Metern. Das östliche Ufer bildet die Grenze zwischen Ruanda und Tansania. Parallel zum östlichen Ufer verläuft auch der Akagera-Nil.

## Lage
An den Ufern des Sees liegen mehrere Aussichtspunkte, die von Touristen in Begleitung von Parkrangern angefahren werden können. Außerdem befinden sich kleinere Campingplätze und ein Startpunkt für Angelausflüge am See. Etwas weiter entfernt auf einem Hügel liegt das Nationalpark Hotel. Über die Akagera-Sümpfe ist der See mit dem Akagera Nil verbunden.

## Fauna
Im See finden sich Nilpferde und Krokodile. Das westliche Ufer ist aufgrund seines flach abfallenden Ufers für viele im Nationalpark lebende Tiere eine wichtige Wasserquelle. Die Fischfauna umfasst 35 Arten aus 9 Familien. Diese setzen sich unter anderem zusammen aus 11 Arten von Buntbarschen, 7 Arten von Nilhechten, 2 Arten von Kiemensackwelsen, 7 Arten von Karpfenfischen, 2 Arten von Mochokidae, und jeweils eine Art von Afrikanischen Glaswelsen und Stachelaalen.

## Wirtschaft
Der See wird zum Fischen genutzt. Hauptfang sind Buntbarsche, darunter der Nilbuntbarsch (Oreochromis niloticus) und Oreochromis macrochir, aber auch beispielsweise Afrikanische Raubwelse werden gefischt.